# Amerikaanse grijze wouw
De  Amerikaanse grijze wouw (Elanus leucurus) is een roofvogel uit de familie der havikachtigen. Deze middelgrote roofvogel is een vogelsoort van de Nieuwe Wereld die nauw verwant is aan de grijze wouw die voorkomt in Europa.

## Kenmerken
Amerikaanse grijze wouw is 35 tot 43 cm lang en lijkt sterk op de grijze wouw. Het opvallendste verschil is de geheel witte staart, waardoor de vogel een meeuwachtig uiterlijk krijgt.

## Voorkomen en leefgebied
De Amerikaanse grijze wouw komt als broedvogel in Zuid-Amerika (onder andere in Suriname), het Caraïbisch gebied (inclusief de Nederlandse Antillen), Midden-Amerika en langs de westkust van Mexico en de Verenigde Staten.
Net als zijn verwanten is de Amerikaanse grijze wouw een uitgesproken muizenjager die zich op houdt in open landschappen met laag struikgewas.
De soort telt 2 ondersoorten:
- E. l. majusculus: van de westelijke en zuidelijke Verenigde Staten tot Panama.
- E. l. leucurus: van noordelijk Zuid-Amerika tot centraal Chili en Argentinië.

## Status
De Amerikaanse grijze wouw heeft een enorm groot verspreidingsgebied en daardoor alleen al is de kans op uitsterven uiterst gering. De grootte van de populatie is wordt geschat op 0,5 tot 5 miljoen individuen. Het aantal neemt toe. Om deze redenen staat de wouw als niet bedreigd op de Rode Lijst van de IUCN.